# Alleghany County, Virginia
Alleghany County är ett administrativt område i delstaten Virginia, USA, med 16 250 invånare. Den administrativa huvudorten (county seat) är Covington. 

## Geografi
Enligt United States Census Bureau har countyt en total area på 1 154 km². 1 152 km² av den arean är land och 3 km² är vatten. 

### Angränsande countyn
- Bath County - nord
- Rockbridge County - öst
- Botetourt County - sydost
- Craig County - syd
- Monroe County, West Virginia - sydväst
- Greenbrier County, West Virginia - väst

### Orter
- Callaghan
- Clifton Forge
- Iron Gate
- Low Moor
- Selma